# Gliese 777
Désignations
Gliese 777 (Gl 777), aussi connue comme HD 190360, est une étoile binaire située à approximativement 52 années-lumière de la Terre dans la constellation du Cygne.
La plus importante, Gliese 777 A, est une sous-géante jaune et la deuxième, Gliese 777 B, est une naine rouge. Gliese 777 A est visible à l'œil nu depuis la Terre sous de bonnes conditions et on sait depuis 2005 qu'elle possède deux planètes.

## Gliese 777 A
Gliese 777 A est une étoile semblable au Soleil qui est en train d'arrêter la fusion nucléaire de l'hydrogène. Elle est beaucoup plus vieille que le Soleil (6,7 milliards d'années), 4 % moins massive et 70 % plus riche en « métaux » (c'est-à-dire des éléments plus lourd que l'hélium), le dernier point étant typique des étoiles possédants des planètes jusqu'ici découvertes.

## Gliese 777 B
Gliese 777 B est une naine rouge en orbite à 3000 UA de Gliese 777 A. Cette étoile pourrait elle-même être binaire avec une autre très petite naine rouge.

## Système planétaire de Gliese 777 A
| Planète       | Masse                 | Demi-grand axe (ua) | Période orbitale (jours) | Excentricité  | Inclinaison | Rayon |
| ------------- | --------------------- | ------------------- | ------------------------ | ------------- | ----------- | ----- |
| Gliese 777 Ac | ≥0,060 0 ± 0,007 6 MJ | 0,130 4 ± 0,007 5   | 17,111 0 ± 0,004 8       | 0,237 ± 0,082 |             |       |
| Gliese 777 Ab | ≥1,56 ± 0,13 MJ       | 4,01 ± 0,23         | 2 915 ± 29               | 0,313 ± 0,019 |             |       |

### Gliese 777 Ac
Située à 0,128 UA de son étoile Gliese 777 Ac est une des plus petites exoplanètes découverte, avec une masse minimum de 18 fois celle de la Terre, ce qui en ferait une « Neptune chaude », ou une planète tellurique géante.

### Gliese 777 Ab
Gliese 777 Ab découverte en 2002, est au moins un tiers plus massive que Jupiter, à une distance comparable de son étoile mais avec une bien plus grande excentricité orbitale.